# Lymington
Lymington este un oraș în comitatul Hampshire, regiunea South East England, Anglia. Orașul se află în districtul New Forest.

## Personalități născute aici
- Robbie Kay (n. 1995), actor.